# Mort Herbert
Mort Herbert (* als Morton Herbert Pelovitz, 30. Juni 1925 in Somerville (New Jersey); † 5. Juni 1983 in Los Angeles) war ein US-amerikanischer Jazzbassist.

## Leben und Wirken
Herbert lernte autodidaktisch Kontrabass. 1943 bis 1946 war er beim Militär, spielte dann in Tanzkapellen und studierte von 1949 bis 1952 an der Rutgers University Jura. Danach war er wieder als professioneller Musiker in New York tätig, wo er mit dem Sauter-Finegan Orchestra spielte, mit Marian McPartland, bei Sol Yaged (1955 bis 1958), bei Don Elliott und 1957 bei Gene Krupa. 
Er ist vor allem bekannt als Mitglied der Louis Armstrong All Stars von Januar 1958 bis Juni 1961. Unter anderem nahm er mit den Allstars an der Aufnahme des Albums The Great Reunion mit Duke Ellington teil.
Danach wandte er sich einer juristischen Karriere zu, legte sein Jura-Examen ab und wurde 1962 stellvertretender Bezirksstaatsanwalt (Deputy District Attorney) in Los Angeles. Daneben spielte er weiter Bass als Freelancer und komponierte. Er arbeitete insbesondere mit Herb Ellis zusammen.
Er nahm nur einmal als Leader auf, als er mit Don Stratton, Mike Cuozzo, Sahib Shihab, Ronnie Ball und Kenny Clarke das Night People für Savoy Records (1956) einspielte.

## Lexikalischer Eintrag
- Carlo Bohländer, Karl Heinz Holler, Christian Pfarr: Reclams Jazzführer. 3., neubearbeitete und erweiterte Auflage. Reclam, Stuttgart 1989, ISBN 3-15-010355-X.